# Adam Garcia

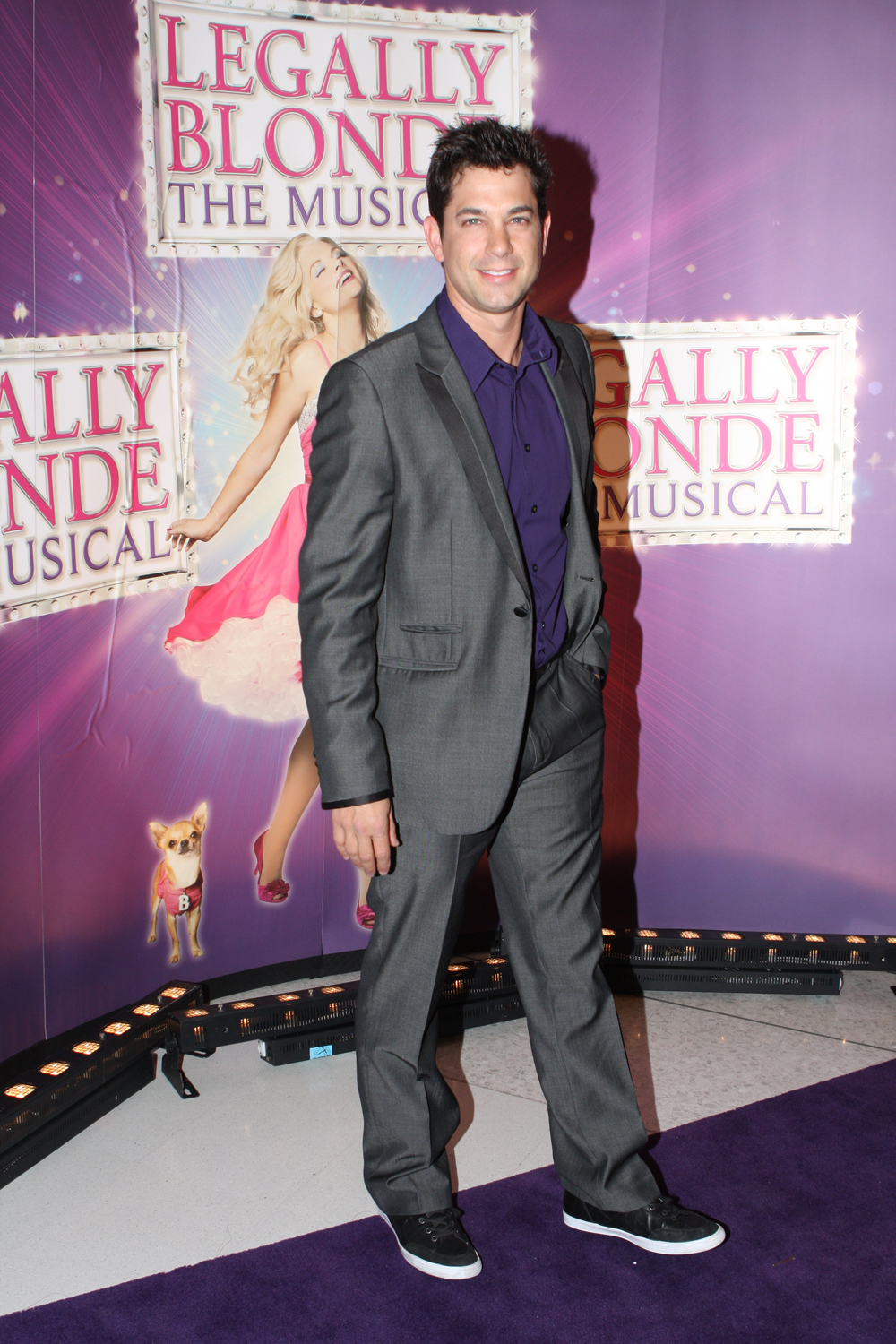
Garcia, 2012

Adam Gabriel Garcia (n. 1 iunie 1973) este un actor australian de film.